# Ford EXP
Ford EXP – samochód sportowy klasy kompaktowej produkowany pod amerykańską marką Ford w latach 1981 – 1988. 

## Pierwsza generacja

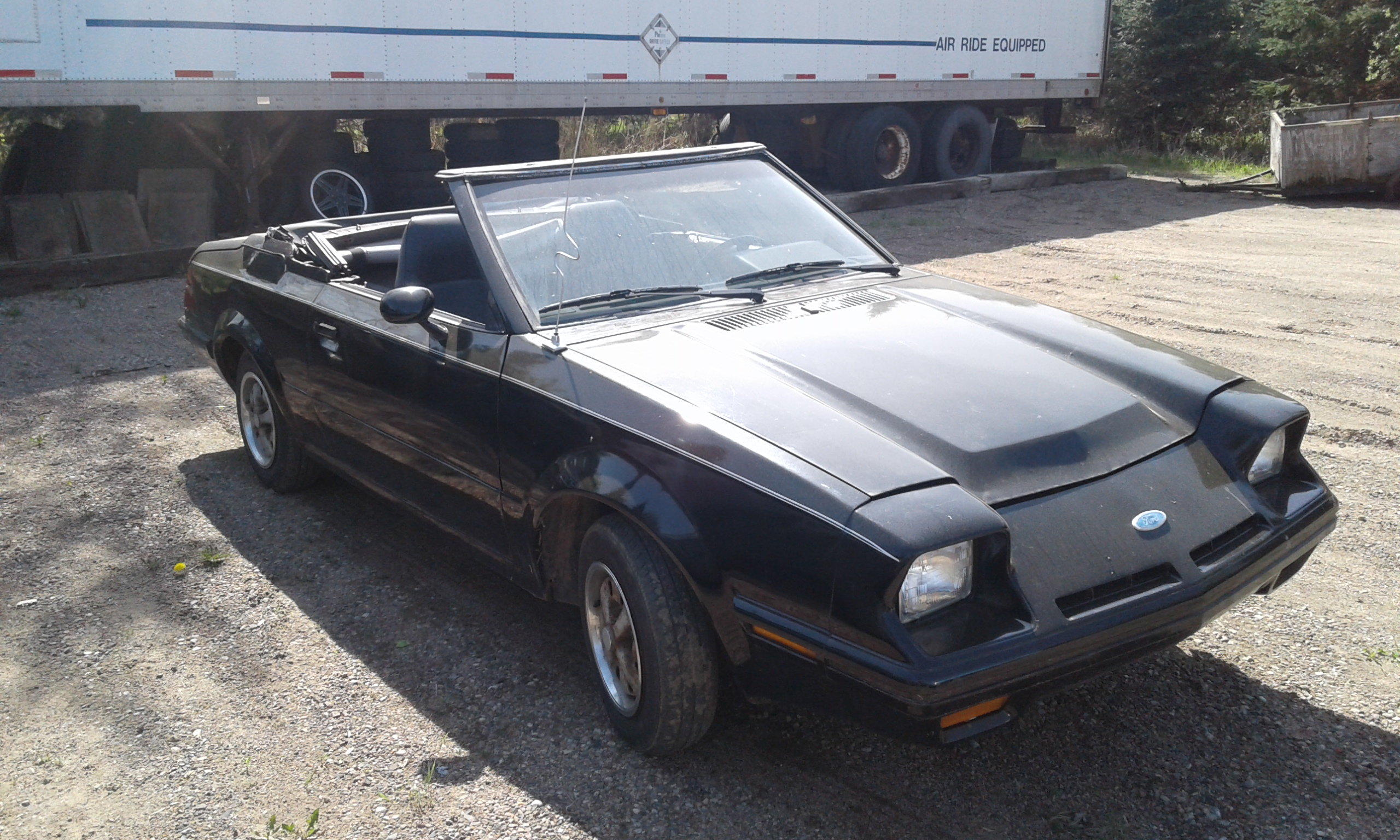
Ford EXP I

Ford EXP I został zaprezentowany po raz pierwszy w 1981 roku.
Wiosną 1981 roku Ford poszerzył swoją północnoamerykańską ofertę o samochód sportowy oparty na skróconej platformie modelu Tempo. Ford EXP stanowił tańszą i bardziej kompaktową alternatywę dla Mustanga. 
Samochód uzyskał strzelistą, aerodynamiczną sylwetkę z charakterystycznymi, wyraźnie zarysowanymi reflektorami. Innym oryginalnym elementem była atrapa chłodnicy w kolorze nadwozia. Oferta nadwoziowa składała się zarówno z coupe, jak i wersji ze składanym dachem - kabrioletu.

### Silnik
- L4 1.6l CHV

### Dane techniczne
- R4 1,6 l (1598 cm³), 2 zawory na cylinder, SOHC
- Układ zasilania: gaźnik Holley
- Średnica cylindra × skok tłoka: 80,00 mm × 79,50 mm
- Stopień sprężania: 9,0:1
- Moc maksymalna: 81 KM (60 kW) przy 5400 obr./min
- Maksymalny moment obrotowy: 119 Nm przy 3000 obr./min

## Druga generacja

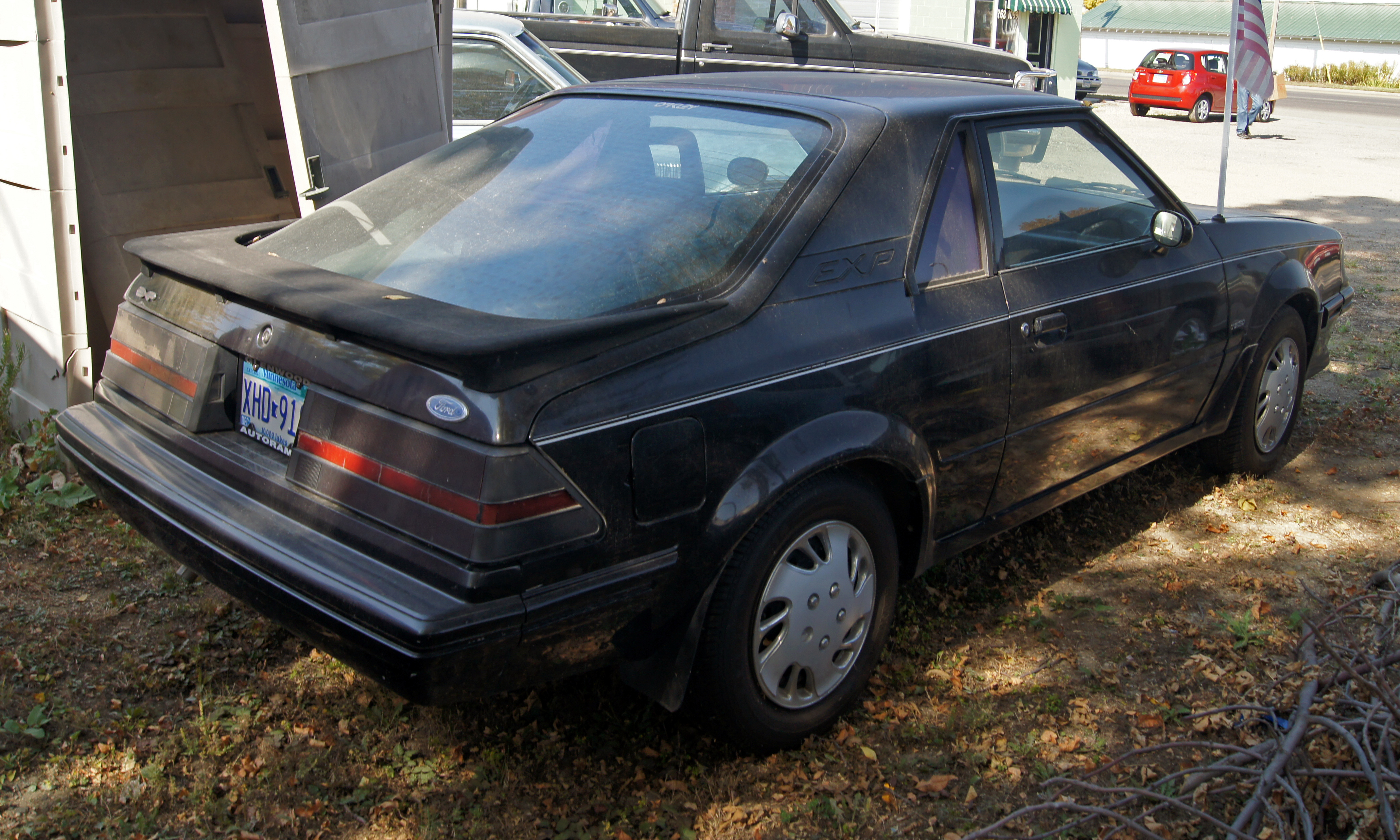
Ford EXP II - tył

Ford EXP II został zaprezentowany po raz pierwszy w 1985 roku.
W połowie 1985 roku Ford przedstawił drugą generację modelu EXP, która tym razem została oparta na platformie kompaktowego modelu Escort. Samochód przeszedł ewolucyjny zakres zmian, zyskując bardziej kanciaste proporcje i duże, prostokątne lampy. Samochód zyskał też mocniejszą, 1,9-litrową jednostkę napędową.
W 1988 roku Ford EXP został zastąpiony przez nowy model Probe.

### Silnik
- L4 1.9l CHV

### Dane techniczne
- R4 1,6 l (1598 cm³), 2 zawory na cylinder, SOHC, turbo
- Układ zasilania: wtrysk EFi
- Średnica cylindra × skok tłoka: 80,00 mm × 79,50 mm
- Stopień sprężania: 8,1:1
- Moc maksymalna: 120 KM (88 kW) przy 5200 obr./min
- Maksymalny moment obrotowy: 163 Nm przy 3400 obr./min